# 강성진 (1993년)
강성진(한국 한자: 姜成陳, 1993년 3월 26일 ~ )은 대한민국의 전 축구 선수이며, 포지션은 센터백이였다.

## 축구인 생활
부산에서 자랐고 학창시절은 서울에서 보냈지만, TV에서 본 수원 삼성의 경기에서 수원에거 매력을 느끼고 팬이 되었다.
그렇게 유스팀인 매탄고등학교 축구부에 입단하게 되었을 때는 꿈을 꾸는 것 같다고 말했다.
숭실대학교 축구부에 입단한 후 1학년임에도 주측 선수로 뛰면서 FA컵에서는 성인팀인 춘천시민축구단과, 국가대표 선수들이 즐비한 경찰 축구단 상대로 승리를 기록하는 등 주전 선수로서 활약했다.
대학팀에서의 활약을 바탕으로 수원 삼성 블루윙즈에 정식으로 입단하게 되고난 후는 수원의 원클럽맨, 레전드로 남고 싶으며 손목에 수원의 로고 문신도 할 수 있다며 입단 소감을 밝혔다.

## 플레이 스타일
좋은 피지컬을 활용한 공중볼 경합과 경기 중 공을 반대 방향으로 전환시킬 수 있는 능력을 지닌 중앙 수비수였다.

## 참고 자료
- 수원삼성 신인 스토리① 수원의 새 방패 김선우-강성진